# 劉同 (正統進士)
劉同（1406年—？），字伯詢，江西吉安府廬陵縣人，民籍。明朝政治人物。

## 生平
順天府鄉試第二十七名。正統四年（1439年）己未科會試第九十五名，殿試登進士第三甲第四十七名。官光祿寺丞。

## 家族
曾祖父劉樂山。祖父劉嘉會，曾任武進縣丞。父亲劉習之。